# ディギー・シモンズ
ディギー・シモンズ (英: Diggy Simmons、本名: ディギー・ドウェイン・シモンズ三世、1995年3月21日 - ) とは、アメリカ合衆国ニューヨーク市クイーンズ区出身のラッパーである。

## 人物
Run DMCのメンバー、ジョゼフ・シモンズの息子として、1995年に生まれる。2009年には、公式ミックステープ『The First Flight』をリリース。その後まもなくして、5つのレーベル会社から声が掛かるが、最終的にメジャーレーベルのアトランティック・レコードと契約。2012年にメジャーデビューアルバム『Unexpected Arrival』をリリースし、全米アルバムチャートにて初登場13位を記録している。

## ディスコグラフィ
スタジオ・アルバム
- Unexpected Arrival (2012年)
- Lighten Up (2018年)